# Epístola aos Trálios

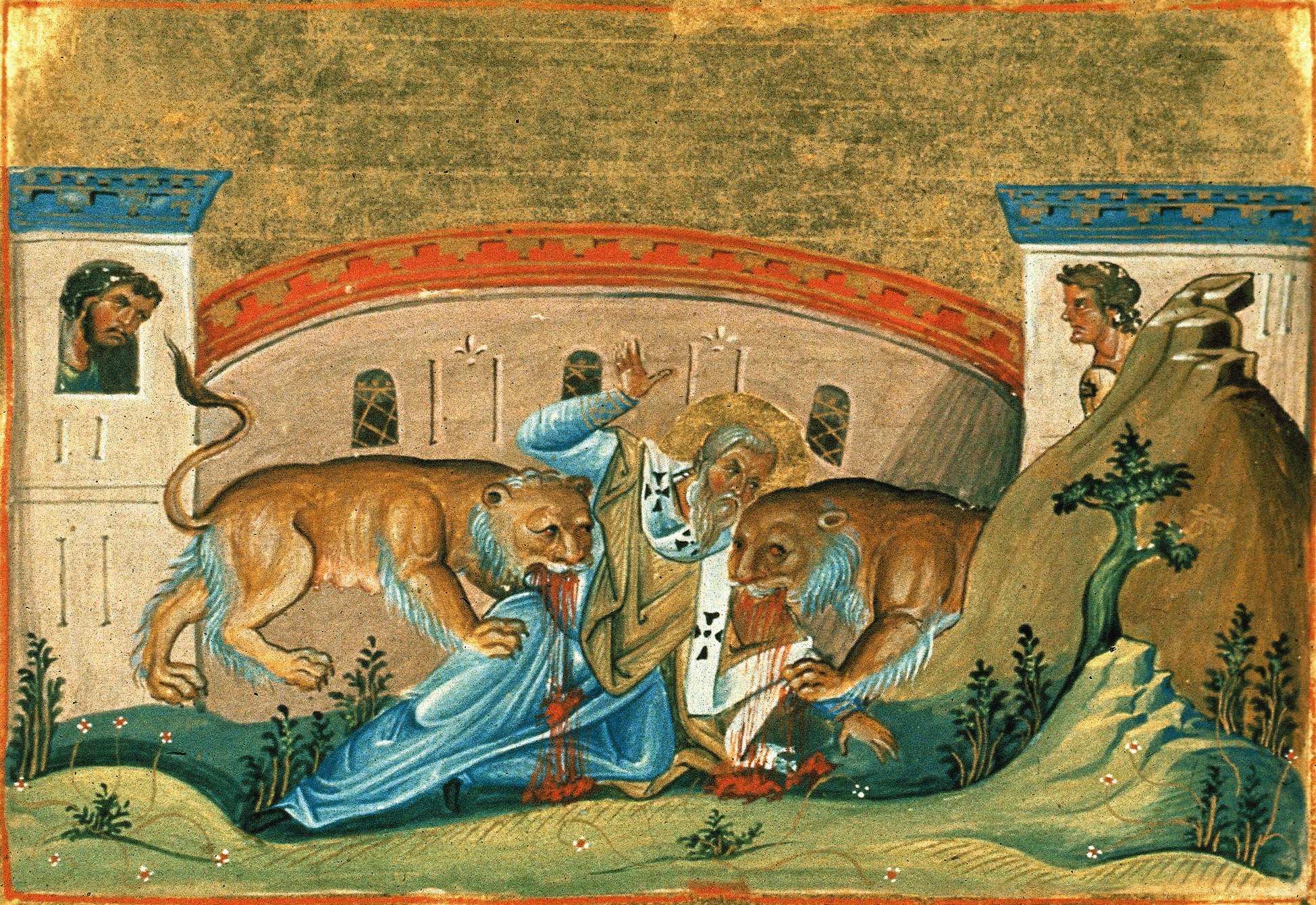
Martírio de Inácio de Antioquia

A Epístola aos Trálios foi uma das epístolas escritas por santo Inácio de Antioquia. Trales era uma cidade na Anatólia que foi destruída por um terremoto e reconstruída como Aidim.
A carta menciona a ressurreição de Jesus no capítulo 9:12:
| “ | Feche seus ouvidos, então, quando alguém falar contigo mal sobre Jesus Cristo, que descende de David e também de Maria; que nasceu, comeu e bebeu. Ele foi de fato perseguido por Pôncio Pilatos; de fato crucificado e morto, com seres celestiais como testemunhas, e na terra e sob ela. Ele foi de fato ressuscitado dos mortos, seu tendo trazido-o de volta da mesma forma que seu Pai irá trazer de volta todos os que crêem Nele através de Jesus Cristo, separados dos que não possuem a verdadeira vida." | ” |
|   | — Epístola aos Trálios, Inácio de Antioquia. |   |